# Agadir
Agadir (arab nyelven: أكادير ) kikötőváros Marokkó területén, Casablancától kb. 500 km-re délnyugatra, az Atlanti-óceán partján. Lakosainak száma mintegy 600 ezer fő volt 2012-ben.

## Története
A város elnevezése berber vagy föníciai eredetű, jelentése „megerősített hombár”. 1505-ben a portugálok alapítottak itt kereskedővárost, Santa Cruz de Cap Guer néven. 1960-ban egy nagy erejű földrengés szinte teljesen lerombolta, egy épület sem maradt épen. Az új város, amely a régitől egy kicsit délebbre épült, 8 km-es tengerpartjával népszerű üdülőhely. A turizmus mellett a halászat, halfeldolgozás, a cementgyártás és a fémipar jelentős. A környéken kobaltot, mangánt és cinket bányásznak, amelyet kikötőjében raknak hajókra.

## Éghajlat
Agadir szubtrópusi száraz éghajlattal rendelkezik, melyet meleg nyár és enyhe tél jellemez. A nappali hőmérséklet 20 °C körüli. A valaha mért legalacsonyabb hőmérséklet -2,6 °C, a legmagasabb hőmérséklet pedig 49,1 °C volt, ezt Agadir repülőtéren jegyezték fel 2009. július 30-án.
| Hónap                         | Jan. | Feb. | Már. | Ápr. | Máj. | Jún. | Júl. | Aug. | Szep. | Okt. | Nov. | Dec. | Év   |
| ----------------------------- | ---- | ---- | ---- | ---- | ---- | ---- | ---- | ---- | ----- | ---- | ---- | ---- | ---- |
| Átlagos max. hőmérséklet (°C) | 20,4 | 21,0 | 22,4 | 21,9 | 23,2 | 24,0 | 26,1 | 26,1 | 26,4  | 25,3 | 23,5 | 20,7 | 23,4 |
| Átlaghőmérséklet (°C)         | 14,1 | 15,2 | 16,7 | 17,0 | 18,7 | 20,2 | 22,0 | 22,2 | 21,9  | 20,3 | 17,9 | 14,6 | 18,4 |
| Átlagos min. hőmérséklet (°C) | 7,9  | 9,4  | 10,9 | 12,0 | 14,2 | 16,4 | 18,0 | 18,2 | 17,3  | 15,2 | 12,3 | 8,5  | 13,4 |
| Átl. csapadékmennyiség (mm)   | 45   | 42   | 31   | 26   | 3    | 1    | 0    | 0    | 3     | 26   | 52   | 60   | 289  |
| Havi napsütéses órák száma    | 229  | 232  | 269  | 282  | 294  | 270  | 269  | 254  | 243   | 244  | 219  | 229  | 3034 |
| Forrás: Hong Kong Observatory |      |      |      |      |      |      |      |      |       |      |      |      |      |

## Látnivalók
A közelben egy 16. századi erőd (kasbah) látható. Agadirnak van az egyik legnagyobb bazárja az országban. A Nagymecset modern épülete az iszlám hagyományokat idézi. 

## Közlekedés
A város közelében található az Agadir–Al Massira repülőtér.

## Fordítás
Ez a szócikk részben vagy egészben  az   Agadir című német Wikipédia-szócikk fordításán alapul.  Az eredeti cikk szerkesztőit annak laptörténete sorolja fel. Ez a jelzés csupán a megfogalmazás eredetét és a szerzői jogokat jelzi, nem szolgál a cikkben szereplő információk forrásmegjelöléseként.